# Lijst van plaatsen in Saskatchewan
Deze pagina bevat een overzicht van plaatsen in de provincie Saskatchewan in Canada.

## A
- Aberdeen
- Alameda
- Allan
- Amsterdam
- Aneroid
- Arborfield
- Arcola
- Asquith

## B
- Balgonie
- Bankend
- Battleford
- Big River
- Biggar
- Bjorkdale
- Bladworth
- Borden
- Bracken
- Bradwell
- Briercrest
- Broadview
- Broderick
- Brownlee
- Bruno
- Bulyea
- Burstall

## C
- Calder
- Canora
- Carievale
- Central Butte
- Choiceland
- Clavet
- Coderre

## D
- Davidson

## E
- Eastend
- Eyebrow

## F
- Fleming
- Fort Qu'Appelle

## G
- Gainsborough
- Girvin
- Govan
- Gravelbourg
- Grenfell

## H
- Hafford
- Herbert
- Hudson Bay

## I
- Imperial
- Ituna

## K
- Killaly
- Kinistino

## L
- La Ronge
- Lashburn
- Leader
- Lemberg
- Leroy
- Lloydminster

## M
- Maidstone
- Mankota
- Maple Creek
- Marshall
- Martensville
- Melville Beach
- Milestone
- Moosomin
- Mores

## N
- Neville
- Nokomis
- Norquay

## O
- Orkney

## P
- Piapot
- Ponteix
- Porcupine Plain
- Preeceville

## Q
- Qu'Appelle

## R
- Radisson
- Raymore
- Redvers
- Regina
- Robsart
- Rocanville

## S
- Saskatoon
- Scott
- Semans
- Southey
- Springside
- St. Brieux
- Stoughton
- Sturgis

## V
- Vanguard
- Vonda

## W
- Wakaw
- Wapella
- Wynyard